# NGC 1333
NGC 1333 је рефлексиона маглина у сазвежђу Персеј која се налази на NGC листи објеката дубоког неба.
Деклинација објекта је + 31° 25' 0" а ректасцензија 3h 29m 18,0s. Привидна величина (магнитуда) објекта NGC 1333 износи 10,3. NGC 1333 је још познат и под ознакама LBN 741.